# Alpha Ethniki 2004-2005
L'Alpha Ethniki 2004-2005 fu la 69ª edizione della massima serie del campionato di calcio greco, conclusa con la vittoria dell'Olympiacos Pireo, al suo trentatreesimo titolo, di appena un punto sul Panathīnaïkos allenato da Alberto Malesani.
Capocannoniere del torneo fu Theofanīs Gkekas (Kallithea/Panathīnaïkos), con 18 reti.

## Formula
Come nella stagione precedente le squadre partecipanti furono sedici e disputarono un girone di andata e ritorno per un totale di 30 partite.
Le ultime tre classificate furono retrocesse in Beta Ethniki.
Il punteggio prevedeva tre punti per la vittoria, uno per il pareggio e nessuno per la sconfitta.
L'Aris Salonicco fu penalizzato di tre punti; fu retrocesso e si qualificò alla Coppa UEFA in quanto finalista di Coppa di Grecia, che fu vinta dall'Olimpiacos Pireo qualificato alla UEFA Champions League come vincitore del campionato.
Le squadre ammesse alle coppe europee furono sette: i campioni alla fase a gironi della UEFA Champions League 2005-2006 con la seconda che ne disputò i preliminari, la vincitrice della coppa nazionale con terza, quarta e quinta alla Coppa UEFA 2005-2006 e un'ulteriore squadra alla Coppa Intertoto 2005.

## Squadre partecipanti
| Squadra            | Città      | Stadio | Stagione 2003-2004 |
| ------------------ | ---------- | ------ | ------------------ |
| AEK Atene          | Atene      |        | 4°                 |
| Apollōn Kalamarias | Kalamaria  |        | Beta Ethniki       |
| Arīs Salonicco     | Salonicco  |        | 13°                |
| Chalkidona         | Nikea      |        | 7°                 |
| Egaleo             | Egaleo     |        | 5°                 |
| Ergotelīs          | Candia     |        | Beta Ethniki       |
| Iōnikos            | Nikea      |        | 9°                 |
| Īraklīs            | Salonicco  |        | 8°                 |
| Kallithea          | Kallithea  |        | 12°                |
| Kerkyra            | Corfù      |        | Beta Ethniki       |
| OFI Creta          | Candia     |        | 11°                |
| Olympiacos         | Il Pireo   |        | 2°                 |
| Panathīnaïkos      | Atene      |        | Campione di Grecia |
| Paniōnios          | Nea Smyrnī |        | 6°                 |
| PAOK               | Salonicco  |        | 3°                 |
| Skoda Xanthī       | Xanthi     |        | 10°                |

## Classifica finale
|                   | Pos. | Squadra            | Pt | G  | V  | N  | P  | GF | GS | DR  |
| ----------------- | ---- | ------------------ | -- | -- | -- | -- | -- | -- | -- | --- |
| Grecia (bandiera) | 1.   | Olympiacos         | 65 | 30 | 19 | 8  | 3  | 54 | 18 | +36 |
|                   | 2.   | Panathīnaïkos      | 64 | 30 | 19 | 7  | 4  | 51 | 18 | +33 |
|                   | 3.   | AEK Atene          | 62 | 30 | 17 | 11 | 2  | 46 | 22 | +24 |
|                   | 4.   | Skoda Xanthī       | 50 | 30 | 14 | 8  | 8  | 43 | 29 | +14 |
|                   | 5.   | PAOK               | 46 | 30 | 13 | 7  | 10 | 43 | 39 | +4  |
|                   | 6.   | Egaleo             | 45 | 30 | 11 | 12 | 7  | 31 | 26 | +7  |
|                   | 7.   | Īraklīs            | 41 | 30 | 12 | 5  | 13 | 36 | 40 | -4  |
|                   | 8.   | Chalkidona         | 38 | 30 | 10 | 8  | 12 | 34 | 38 | -4  |
|                   | 9.   | Kallithea          | 37 | 30 | 9  | 10 | 11 | 39 | 44 | -5  |
|                   | 10.  | Iōnikos            | 36 | 30 | 8  | 12 | 10 | 22 | 32 | -10 |
|                   | 11.  | Paniōnios          | 35 | 30 | 8  | 11 | 11 | 25 | 32 | -7  |
|                   | 12.  | Apollōn Kalamarias | 33 | 30 | 8  | 9  | 13 | 31 | 49 | -18 |
|                   | 13.  | OFI Creta          | 32 | 30 | 8  | 8  | 14 | 36 | 44 | -12 |
|                   | 14.  | Arīs Salonicco     | 25 | 30 | 5  | 13 | 12 | 26 | 37 | -11 |
|                   | 15.  | Ergotelīs          | 20 | 30 | 5  | 5  | 20 | 19 | 50 | -31 |
|                   | 16.  | Kerkyra            | 17 | 30 | 3  | 8  | 19 | 21 | 49 | -28 |

Legenda:

      Campione di Grecia e ammesso alla UEFA Champions League
      Ammesso alla UEFA Champions League
      Ammesso alla Coppa UEFA
      Ammesso alla Coppa Intertoto
      Retrocesso in Beta Ethniki
Note:

Tre punti a vittoria, uno a pareggio, zero a sconfitta.
Aris Salonicco penalizzato di 3 punti.

### Verdetti
- Olympiacos Pireo campione di Grecia 2004-05 e qualificato alla fase a gironi della UEFA Champions League
- Panathinaikos qualificato al terzo turno preliminare della UEFA Champions League
- AEK Atene, Skoda Xanthi, PAOK Salonicco e Aris Salonicco qualificati alla Coppa UEFA
- Egaleo FC qualificato alla Coppa Intertoto
- Aris Salonicco, Ergotelis e Kerkyra retrocesse in Beta Ethniki.